# Штарке, Фридрих
Фридрих Штарке (нем. Friedrich Starke; 30 марта 1774, Эльстерверда, Бранденбург — 18 декабря 1835, Дёблинг, Вена) — немецкий композитор, дирижёр, военный капельмейстер, валторнист, музыкальный педагог. издатель. Друг Бетховена.

## Биография
Учился музыке в Гросенхайне. Путешествовал по Саксонии. С 1798 года был полковым капельмейстером в армии эрцгерцога Фердинанда, до 1814 года участвовал в походах в Швейцарию, Швабию и Рейн.
Позже жил в Вене, где учился у Иоганна Георга Альбрехтсбергера, посвятил себя сочинению военной и камерной музыки, а также изданию журнала военной музыки.
Около 1812 года познакомился и подружился с Людвигом ван Бетховеном. С 1815 году давал уроки игры на фортепиано племяннику композитора Бетховена — Карлу (1806—1858).
Вёл музыкальную школу. В 1819—1821 годами издал учебник игры на фортепиано — Wiener Pianoforte-Schule, имеющий большое значение для понимания венского стиля игры на фортепиано и технического развития фортепианной музыки в начале XIX века.
Издавал «Journal für Militärmusik» (вышло 300 номеров), «Journal für Trompeterchöre» и т. д.
Автор ряда церковных композиций (мессы, Tantum ergo и пр.).
В России известен его „Alexander-Marsch“, который так понравился императору Александру I на Венском конгрессе, что он приказал играть его лейб-гвардии Егерскому полку, и марш стал известен как полковой марш лейб-гвардии Егерского полка.
Умер в бедности.